# Manulea laxa
Manulea laxa är en flenörtsväxtart som beskrevs av Rudolf Schlechter. Manulea laxa ingår i släktet Manulea och familjen flenörtsväxter. Inga underarter finns listade i Catalogue of Life.